# لوئیس السامرایی
لوئیس السامرایی (انگلیسی: Lewis Alsamari؛ زادهٔ ۱۹۷۶ (۴۸–۴۹ سال)) هنرپیشه، بازیگر سینما، و بازیگر تلویزیون اهل عراق-بریتانیا است.

## گزیده فیلمشناسی
از فیلم‌ها یا برنامه‌های تلویزیونی که وی در آن نقش داشته‌است می‌توان به یونایتد ۹۳ و مأموران مخفی (مجموعه تلویزیونی) اشاره کرد.